# Christus vertreibt die Geldwechsler aus dem Tempel
Christus vertreibt die Geldwechsler aus dem Tempel ist ein Ölgemälde des niederländischen Malers Rembrandt van Rijn. Das Werk ist als Querformat auf Eichenholz ausgeführt und wurde als eines der frühesten Werke des jungen Rembrandt um 1624 oder 1625 gemalt. Es steht zeitlich und stilistisch in engem Zusammenhang mit Rembrandts Die fünf Sinne, denen es auch im Hinblick auf die Vergrößerung der Gemälde im 18. Jahrhundert ähnelt. Die vorhandene Datierung 1626 ist auf die trockene Farbe aufgebracht worden. Sie hat über lange Zeit zur späteren Einordnung in Rembrandts Werk geführt, steht aber einer früheren Entstehung des Bildes nicht entgegen.

## Beschreibung
Das Gemälde zeigt die Tempelreinigung in Jerusalem, wie sie in allen vier Evangelien geschildert wird (Mt 21,12ff , Mk 11,15ff , Lk 19,45ff  und Joh 2,13–22 ). Dabei entspricht die Darstellung in ihrer Gewalttätigkeit, mit einem Jesus, der die Geißel zum Schlag erhoben hat, der Schilderung im Evangelium nach Johannes.
Im Vordergrund sitzen drei Geldwechsler an einem Tisch. Der rechte von ihnen hat eine Halbglatze mit grauem Haarkranz und einen Vollbart. Er ist braun gekleidet und hat den Blick auf den Tisch gerichtet, auf dem er mit dem entblößten linken Arm Geld zusammenrafft. Der linke Geldwechsler wirkt jünger, er hat einen Oberlippenbart, trägt eine dunkle Kappe und ist in einen pelzbesetzen Tappert gekleidet. Er hält seine linke Hand schützend über sein auf dem Tisch liegendes Geld und greift mit der Rechten nach seinem Geldbeutel. Er hat den Blick furchtsam nach oben gerichtet, wo links hinter ihm der zornige Jesus mit zum Schlag erhobener Geißel steht. Der dritte Mann am Tisch sitzt etwas weiter hinten in der Mitte und hält beide Hände schützend vor Kopf und Gesicht. Er trägt einen mehrfarbigen Turban, seine Halsberge weist ihn als Soldaten oder Tempelwächter aus. Ein vierter Mann, ebenfalls mit turbanähnlicher Kopfbedeckung, drängt sich auf der Flucht zwischen einer Säule und den am Tisch sitzenden Männern hindurch. Mit der linken Hand hält er einen über die rechte Schulter geworfenen Sack fest. Von einem fünften Beteiligten ist nur im Hintergrund ein kleiner Teil des Kopfes und die erhobene Hand zu sehen, mit der er einen auf seinem Kopf getragenen Korb mit Geflügel festhält. Der das Geschehen bestimmende Jesus befindet sich links im Hintergrund. Er ist in Lila und Dunkelgrün gekleidet, hat dunkle in der Mitte gescheitelte Haare und keinen Bart. Sein Gesichtsausdruck und seine Körperhaltung drücken Wut und Entschlossenheit aus, die Geißel in seiner rechten Hand ist zum Schlag erhoben.
Die Bildkomposition mit den dicht gedrängten ausdrucksstarken Gesichtern und in Bewegung befindlichen Armen ist sehr ungewöhnlich, aber in der kräftigen Farbgebung und in der Kleidung der Figuren finden sich Parallelen zu anderen Frühwerken Rembrandts, beginnend mit Die Fünf Sinne. Die dargestellten Figuren ähneln in ihrer Bewegung einigen der in Rembrandts frühen Gemälden Die Steinigung des heiligen Stephanus, Historiengemälde mit Selbstporträt des Malers und Bileam und die Eselin abgebildeten Akteure. Jesus mit der Geißel entspricht insofern dem in der Mitte abgebildeten Steiniger oder Bileam mit der erhobenen Peitsche, seine Gesichtszüge hingegen der Hauptfigur im Historiengemälde. Der furchtsam nach oben blickende Geldwechsler erinnert an den Sekretär im Historiengemälde und an die Anna in Tobias verdächtigt seine Frau des Diebstahls, beide von 1626. Die äußerst dicht gedrängte Darstellung ist einerseits charakteristisch für die ersten Gemälde des jungen Rembrandt, andererseits fand sie in seinem späteren Werk keine Fortsetzung.

Frühe Gemälde Rembrandts
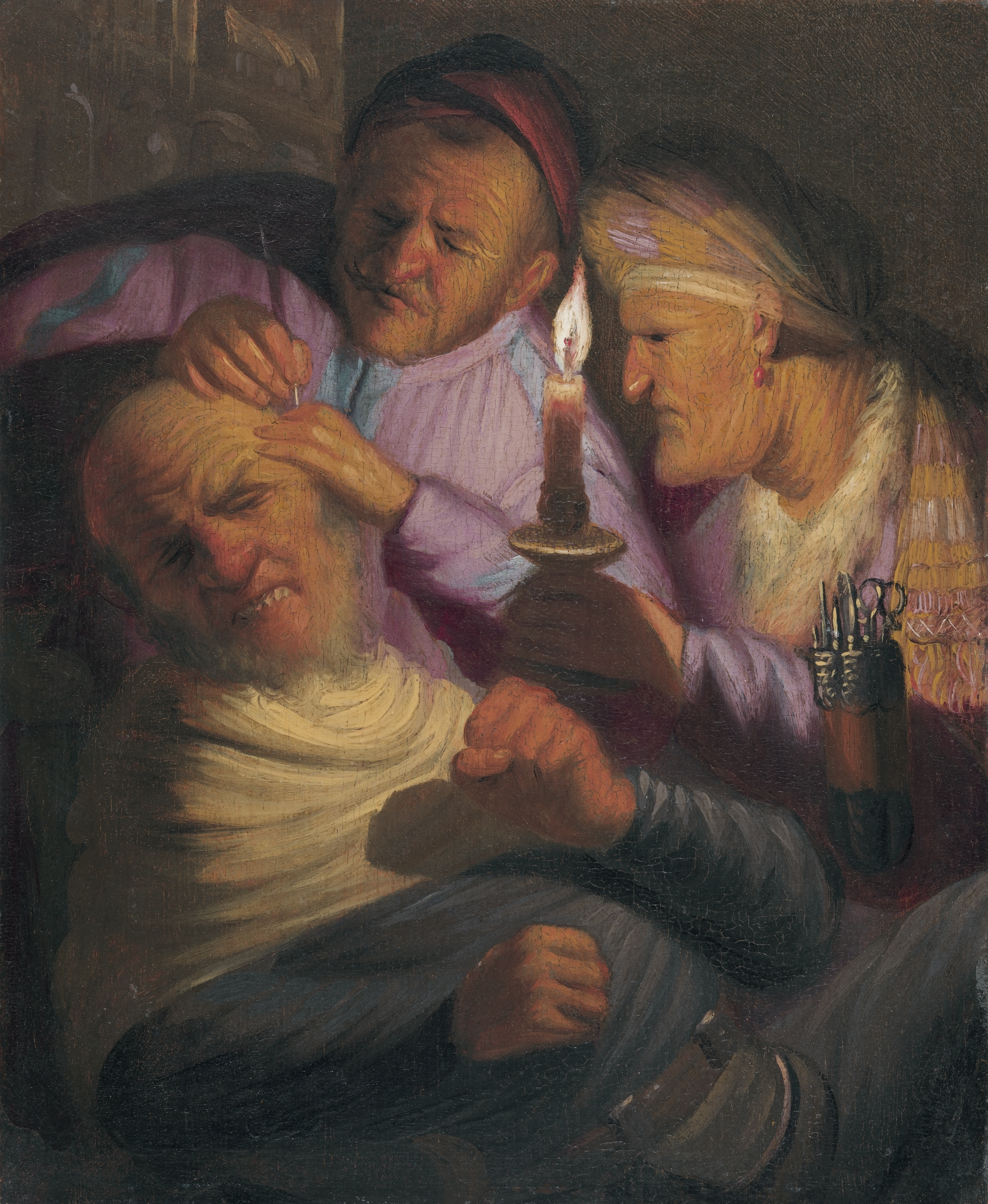
Die Kopfoperation (Fühlen) aus dem Zyklus Die fünf Sinne, Öl auf Eichenholz, 21,5 × 17,7 cm, 1624–1625, The Leiden Collection, New York City
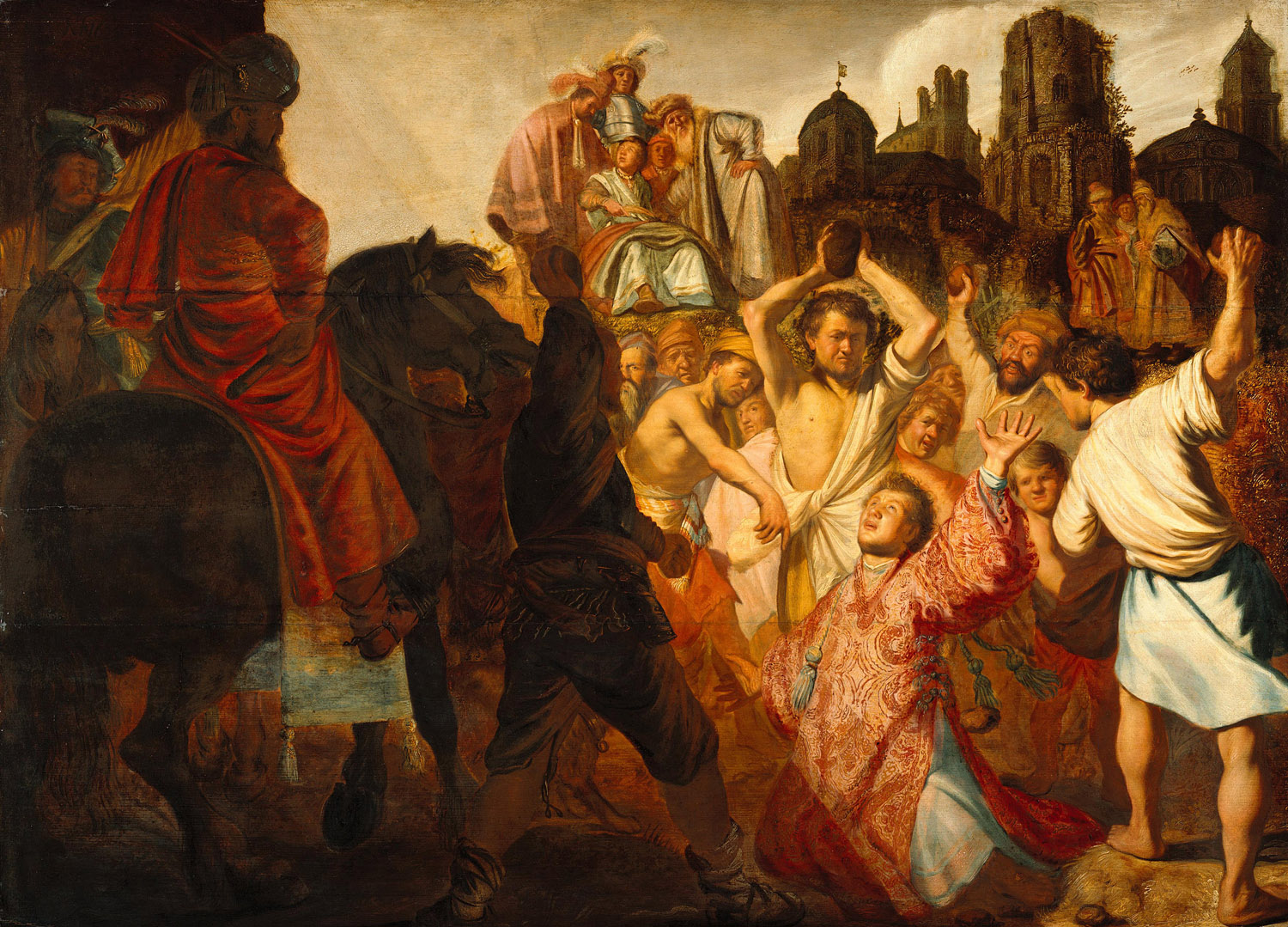
Die Steinigung des heiligen Stephanus, Öl auf Eichenholz, 89,5 × 123,6 cm, 1625, Musée des Beaux-Arts, Lyon
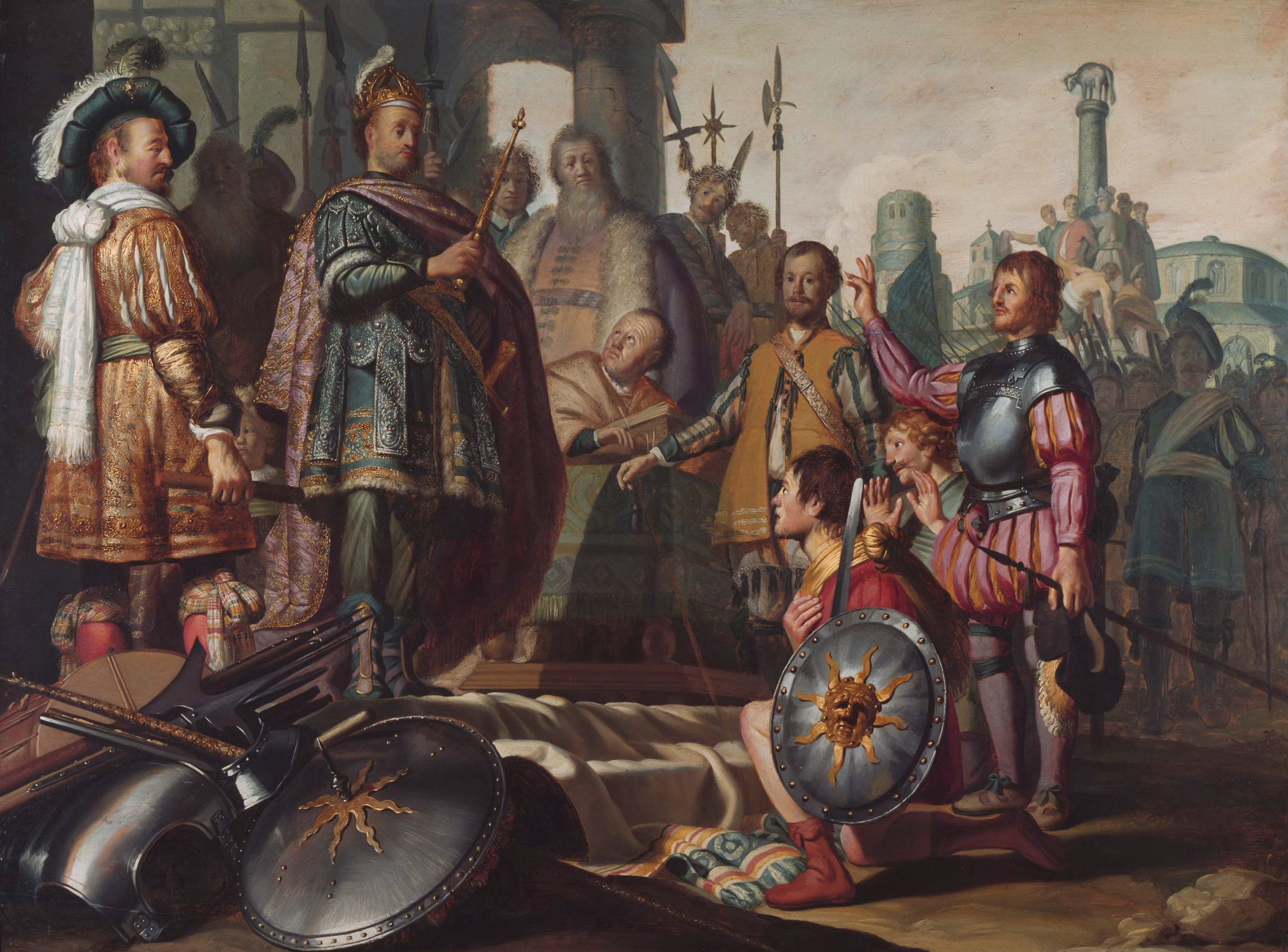
Historiengemälde mit Selbstporträt des Malers (evtl. Palamedes vor Agamemnon), Öl auf Holz, 90,1 × 121,3 cm, 1626, Museum De Lakenhal, Leiden
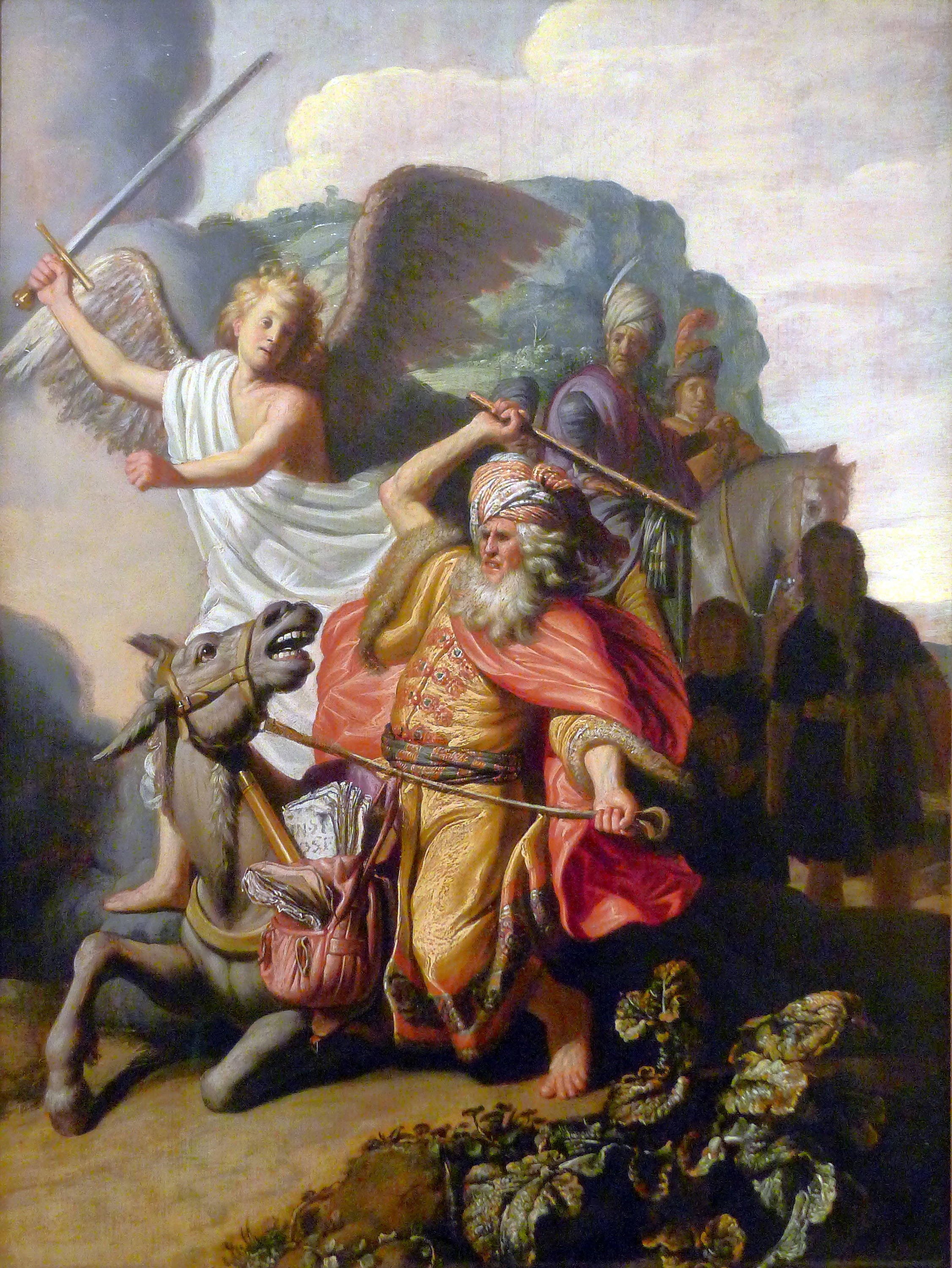
Bileam und die Eselin, Öl auf Holz, 65 × 47 cm, 1626, Musée Cognacq-Jay, Paris
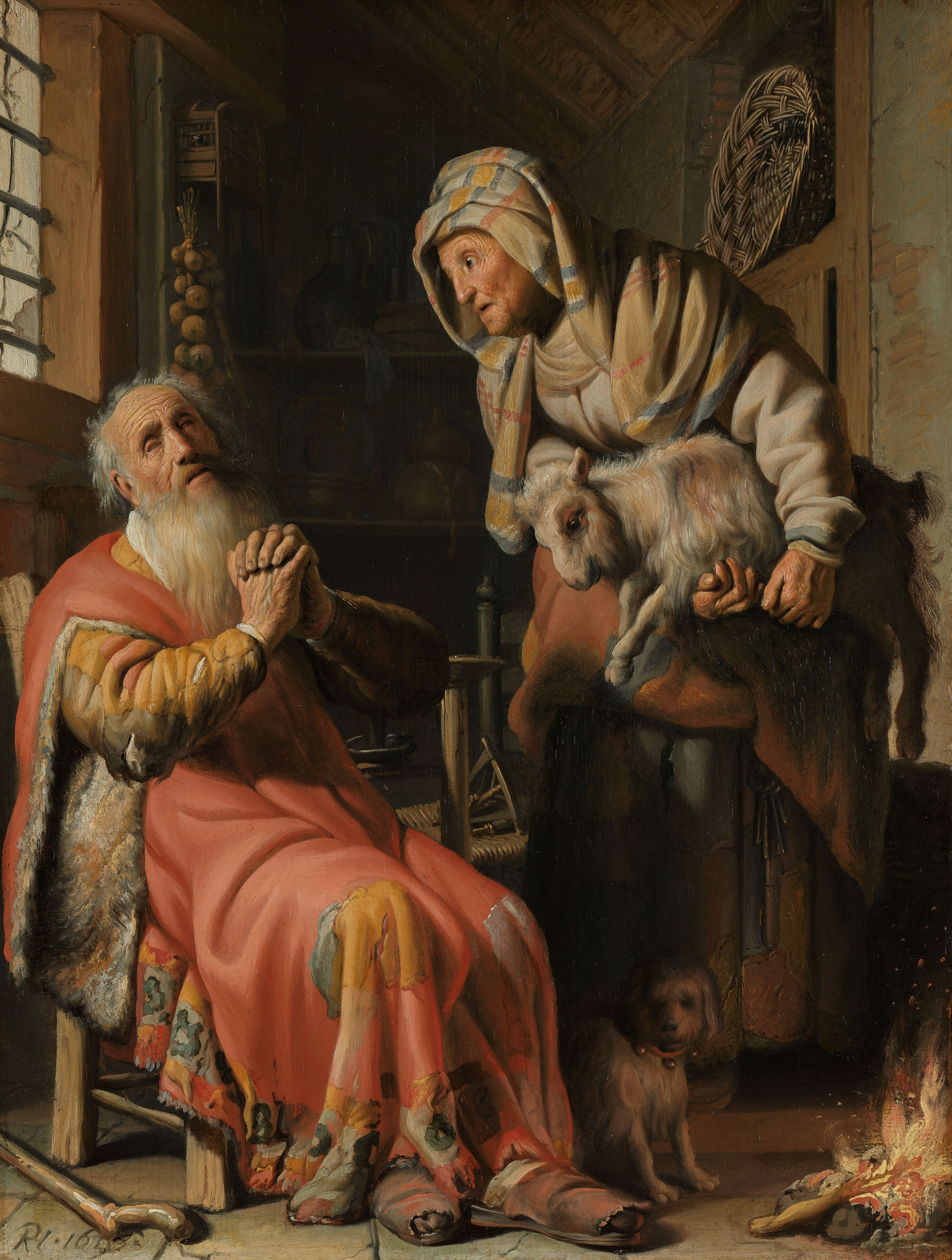
Tobias verdächtigt seine Frau des Diebstahls, Öl auf Holz, 39,5 × 30 cm, 1626, Rijksmuseum Amsterdam

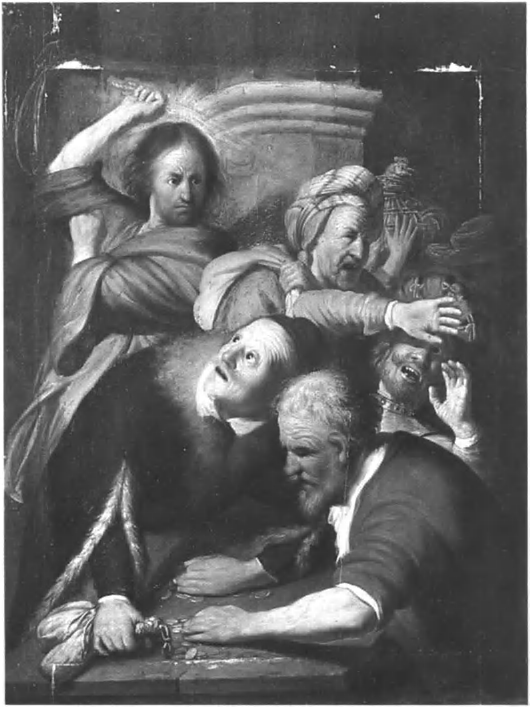
Zustand vor der Restaurierung 1930 bis 1931, mit den im 18. Jahrhundert angefügten Teilen

Die Signatur befindet sich unmittelbar über dem Turban des fliehenden Geldwechslers an der Säule, sie wurde erst während der von 1930 bis 1931 durchgeführten Restaurierung entdeckt. Das Monogramm wurde in die fast trockene Farbe eingeritzt. Es wird unterschiedlich als RH 1626 oder RHF 1626 gelesen und wurde von den Experten des Rembrandt Research Project schon 1982 als authentisch betrachtet. Allerdings hatte Rembrandt wiederholt sein Monogramm und die aktuelle Jahreszahl auf Werke aufgebracht, die schon vor längerer Zeit fertiggestellt wurden. In ihrer Ausführung ähnelt die Signatur Rembrandts Gemälde Tobias verdächtigt seine Frau des Diebstahls aus dem Jahr 1626, und sie wird heute nicht mehr angezweifelt.
Das Gemälde hat das Format 43,1 × 32 cm und ist mit Ölfarbe auf Eichenholz mit senkrechter Maserung gemalt. Die Unterlage besteht aus einem einzelnen Brett, dessen Rückseite bis auf eine Stärke von vier Millimetern abgehobelt und lackiert wurde. Zum Zeitpunkt seiner Identifizierung als ein Werk Rembrandts, 1924, war das Gemälde gegenüber seinem Originalzustand auf 53,2 × 40,8 cm vergrößert worden. Wie bei Rembrandts frühesten Arbeiten, vier Bilder aus dem Zyklus Die fünf Sinne, waren an allen vier Seiten Leisten angebracht worden. Auch hier wurde die Darstellung ergänzt, am rechten Bildrand wurde eine Figur mit Strohhut zugefügt, der Tisch wurde nach unten erweitert und der Geldbeutel nun vollständig dargestellt, links wurde das Gewand Jesu vervollständigt und oben die Säule verlängert. Um einen geschlossenen Gesamteindruck zu erzielen, wurden auch Teile des Originalgemäldes übermalt.
Das Bild befindet sich in einem insgesamt guten Zustand. Lediglich links unten, am Ärmel des Mannes mit dem pelzbesetzten Tappert, befindet sich eine kleine Retuschierung. Die von der sowjetischen Kunsthistorikerin Kati M. Jegorowa 1971 aufgestellte Behauptung, das Gemälde sei beträchtlich beschädigt, beruhte wahrscheinlich auf der fehlerhaften Interpretation von Röntgenaufnahmen. Der Ärmel und die Kappe des genannten Geldwechslers und die rote Farbe an der Schulter des alten Mannes im Vordergrund weisen etwas Krakelee auf.

## Hintergrund

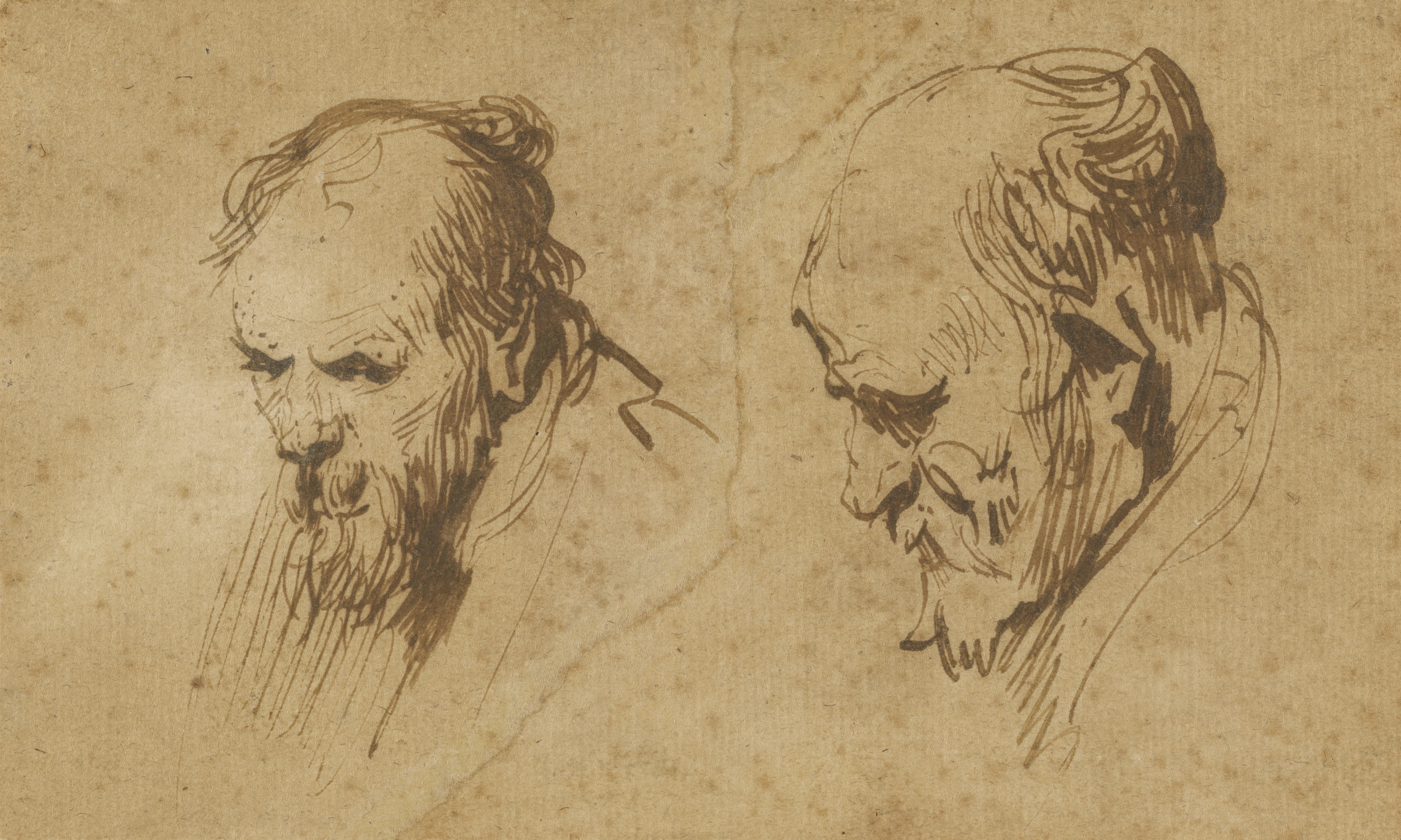
Zwei Studien vom Kopf eines alten Mannes, Rembrandt van Rijn, braune Tinte auf Papier, 9 × 14,5 cm, 1624/1625, J. Paul Getty Museum, Los Angeles

1620 begann Rembrandt eine dreieinhalbjährige Ausbildung bei Jacob Isaacsz. van Swanenburgh in Leiden, der für seine Darstellungen der Hölle bekannt ist. 1624 begab Rembrandt sich nach Amsterdam, um ein halbes Jahr lang bei Pieter Lastman zu lernen, der auf Rembrandt einen größeren künstlerischen Einfluss als van Swanenburgh ausübte. Die Steinigung des heiligen Stephanus galt über Jahrzehnte als die früheste überlieferte Arbeit des jungen Rembrandt, da sein Monogramm und die Datierung auf 1625 allgemein als authentisch akzeptiert werden. Sein fünfteiliger Zyklus Die fünf Sinne wird heute als frühere Arbeit eingestuft. Aufgrund der wohl nachträglichen Datierung auf 1626 wurde die Vertreibung aus dem Tempel in Rembrandts Frühwerk deutlich zu spät eingeordnet. Aus stilistischen Gründen und wegen der gleichartigen Vergrößerung dürfte das Gemälde gleich nach dem Zyklus entstanden sein, möglicherweise noch vor der Steinigung des heiligen Stephanus.
Zu Christus vertreibt die Geldwechsler aus dem Tempel existiert mit Zwei Studien vom Kopf eines alten Mannes eine in brauner Tinte auf Papier gefertigte Entwurfsskizze, die Rembrandt in der rechts im Vordergrund sitzenden Figur eines Geldwechslers umsetzte. Die Zeichnung befand sich bis 1981 in niederländischem Privatbesitz und wurde 1983 vom J. Paul Getty Museum in Los Angeles angekauft. Die Frage, wo Rembrandt seine dichte Bildkomposition aus Halbfiguren entlehnt haben könnte, beschäftigte die Kunstgeschichte über lange Zeit. Kurt Bauch sah zunächst Parallelen zu den Utrechter Caravaggisten, aber die Bildgestaltung unterscheidet sich deutlich von der Arbeitsweise dieser Gruppe. Später nannte Bauch die 1572 von Jan van der Straet gemalte Vertreibung aus dem Tempel als Vorbild. Ein Kupferstich Philipp Galles nach dem Gemälde oder einer Zeichnung van der Straets dürfte Rembrandt bekannt gewesen sein.

## Rezeption
Die erste Veröffentlichung über dieses Gemälde stammt von dem russischen Kunsthistoriker W. A. S. Schtawinski, der es in einem Zeitschriftenaufsatz noch der Schule Rembrandts zuschrieb. Es wurde erstmals von Kurt Bauch in seinem 1924 erschienenen Aufsatz Zur Kenntnis von Rembrandts Frühwerken als ein Werk Rembrandts in die kunsthistorische Literatur eingeführt. 1935 wurde es von dem Kunsthistoriker Abraham Bredius mit der Nummer 532 in sein Werkverzeichnis der Gemälde Rembrandts aufgenommen. Sein Kollege Kurt Bauch akzeptierte das Bild 1966 als Nr. 42. Ihnen schloss sich Horst Gerson an, der dem Gemälde 1968 in seinem Werkverzeichnis die Nr. 5 zuwies und es in seiner Überarbeitung des Werkverzeichnisses von Abraham Bredius weiter als Nr. 532 aufführte. 1982 wurde das Gemälde vom Rembrandt Research Project (RRP) als ein sicher von Rembrandt stammendes Frühwerk mit der Nummer A 4 in den ersten Band des Corpus of Rembrandt Paintings aufgenommen. Dabei wiesen die Autoren auf die authentische Signatur und Datierung sowie auf die charakteristische Ausführung des Werks hin, dessen Komposition allerdings ungewöhnlich sei. Christian Tümpel gab dem Gemälde in seinem Werkverzeichnis die Nummer 34, der sechste Band des Corpus führt es als Nummer 4.
Es gab wiederholt Zweifel an der Authentizität des Gemäldes, insbesondere vor der 1930 in Den Haag durchgeführten Restaurierung, als westliche Kunsthistoriker noch keinen Zugang zu dem Bild hatten. Untersuchungen in Moskau 1956 und 1962 erbrachten das Ergebnis, die Signatur Rembrandts sei nur in der alten Firnisschicht enthalten und somit nicht authentisch. 1970 wurde allerdings festgestellt, dass die Signatur in die teilweise getrocknete Farbschicht geritzt wurde und in den Vertiefungen alte Farbpartikel enthalten waren. Um 1955 kritisierte der Kunsthistoriker Gerard Knuttel die Zuschreibung einer Reihe von Frühwerken Rembrandts, überwiegend aus Gründen der Stilkritik, aber im Falle der Vertreibung auch wegen der seiner Ansicht nach nicht authentischen Signatur und Datierung. Sein Kollege Vitale Bloch, der selbst an der Entdeckung mehrerer Rembrandts beteiligt war, kritisierte ihn daraufhin, Knuttel schreibe Werke Rembrandts ab, weil sie ihm nicht gefielen.

## Provenienz
Das Gemälde befand sich im späten 19. Jahrhundert in der privaten Sammlung des Moskauer Parfümeurs und Kunstsammlers Henri Brocard, der es 1900 an seine Witwe Charlotte vererbte. 1903 eröffnete sie ein privates Museum. 1915 war es im Besitz von P. C. Giraud in Moskau, dem Schwiegersohn der Brocards, und wurde als Werk aus der Schule Rembrandts angesehen. Von 1918 bis 1924 gehörte es zum Bestand des staatlichen Museumsfonds in Moskau. 1924 wurde es vom Puschkin-Museum in Moskau übernommen (bis 1937 Museum der schönen Künste). Von 1930 bis 1936 befand sich das Gemälde in Den Haag, wo es von 1930 bis 1931 gereinigt und restauriert wurde.

## Weitere Bearbeitung des Motivs durch Rembrandt

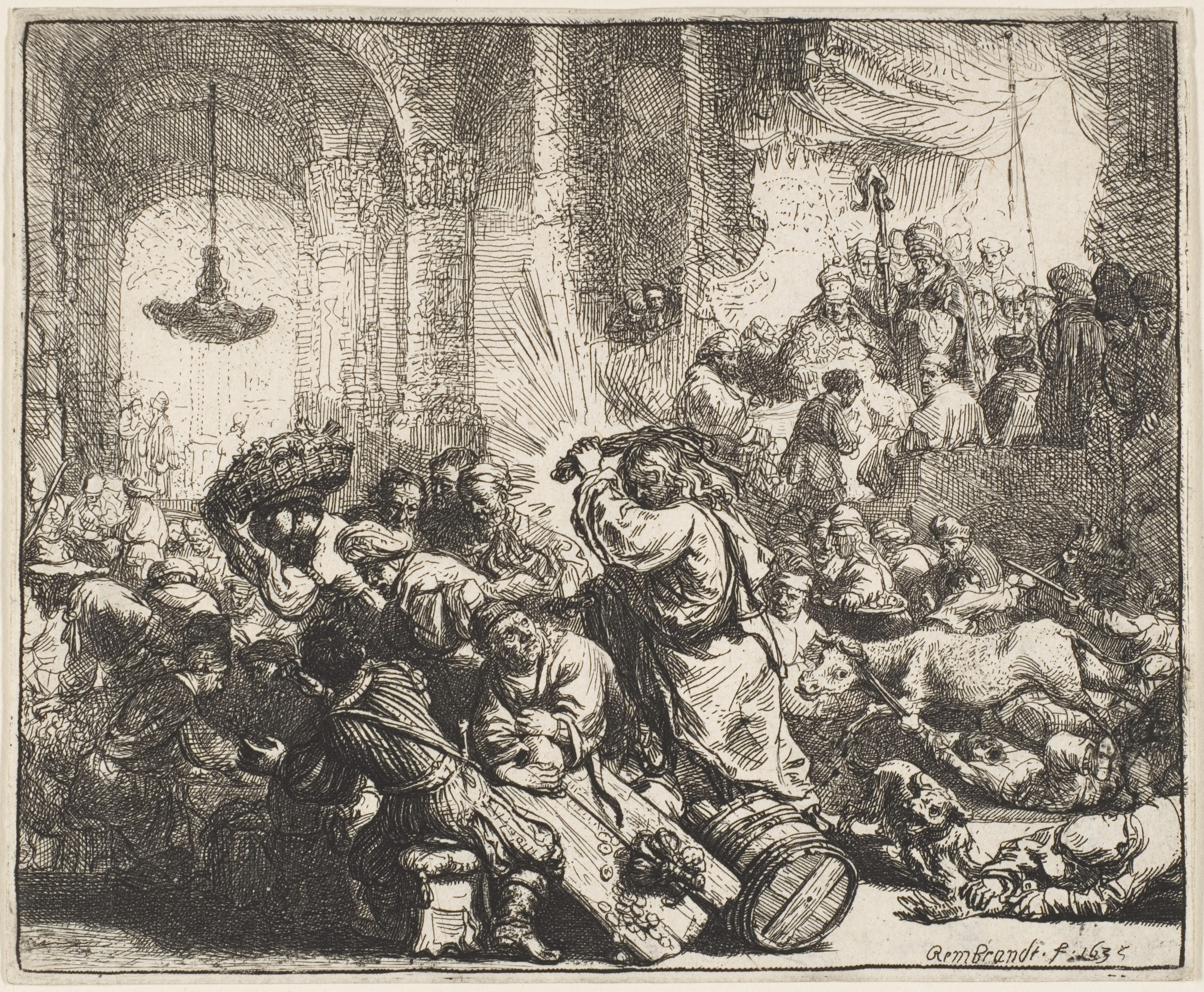
Christus vertreibt die Geldwechsler aus dem Tempel, Radierung, 13,6 × 17,7 cm, 1635, Metropolitan Museum of Art, New York City

1635 fertigte Rembrandt eine Radierung, die auf einen Holzschnitt Albrecht Dürers zurückgeführt wird, aber auch Einzelheiten von Rembrandts Gemälde und seinen Vorbildern übernimmt. Die Platte ist noch erhalten, Abzüge befinden sich in mehreren Museen.

## Ausstellungen (chronologisch)
- Moskau, Sowjetunion. Ausstellung Rembrandt van Rijn, 1936
- Eremitage, Leningrad, Sowjetunion. Ausstellung aus Anlass von Rembrandts 350. Geburtstag, 1956 bis 1957
- Puschkin-Museum, Moskau, Sowjetunion. Ausstellung aus Anlass von Rembrandts 300. Todestag, 1969 bis 1970
- Gemäldegalerie Alte Meister, Kassel, Deutschland. Ausstellung Der junge Rembrandt: Rätsel um seine Anfänge, 3. November 2001 bis 27. Januar 2002
- Museo del Prado, Madrid, Spanien. Ausstellung Rembrandt. Pintor de historias, 15. Oktober 2008 bis 6. Januar 2009